# Paamiut
Paamiut [ˈpaːmiut] (nach alter Rechtschreibung Pâmiut, dänisch Frederikshåb) ist eine grönländische Stadt im Distrikt Paamiut in der Kommuneqarfik Sermersooq.

## Lage
Paamiut liegt an der Spitze einer Halbinsel im Südwesten Grönlands. Vor der Küste von Paamiut liegt ein Schärengarten mit über Hundert Inseln. Der Fjordarm Qinngunnguaq, an dem Paamiut liegt, ist ein Ausläufer der Mündung des Kuannersooq (Kvanefjord), einem der größten Fjorde der Gegend. Die Halbinsel, auf der Paamiut liegt, wird im Norden vom Nerutusoq begrenzt und von weiteren Fjorden und Buchten eingeschnitten, nämlich von der Bucht Tasiusannguaq und den Fjorden Kangerluarsuk und Nigerleq im Norden und von der Bucht Taartoq und den Fjorden Eqaluit und Sammisoq im Süden. Die nächsten bewohnten Orte sind das 112 km südlich gelegene Arsuk und das 132 km nördlich gelegene Qeqertarsuatsiaat. Paamiut hat die größten Bestände an Finnwalen, Buckelwalen und Seeadlern in Grönland.

## Geschichte

### 18. und 19. Jahrhundert

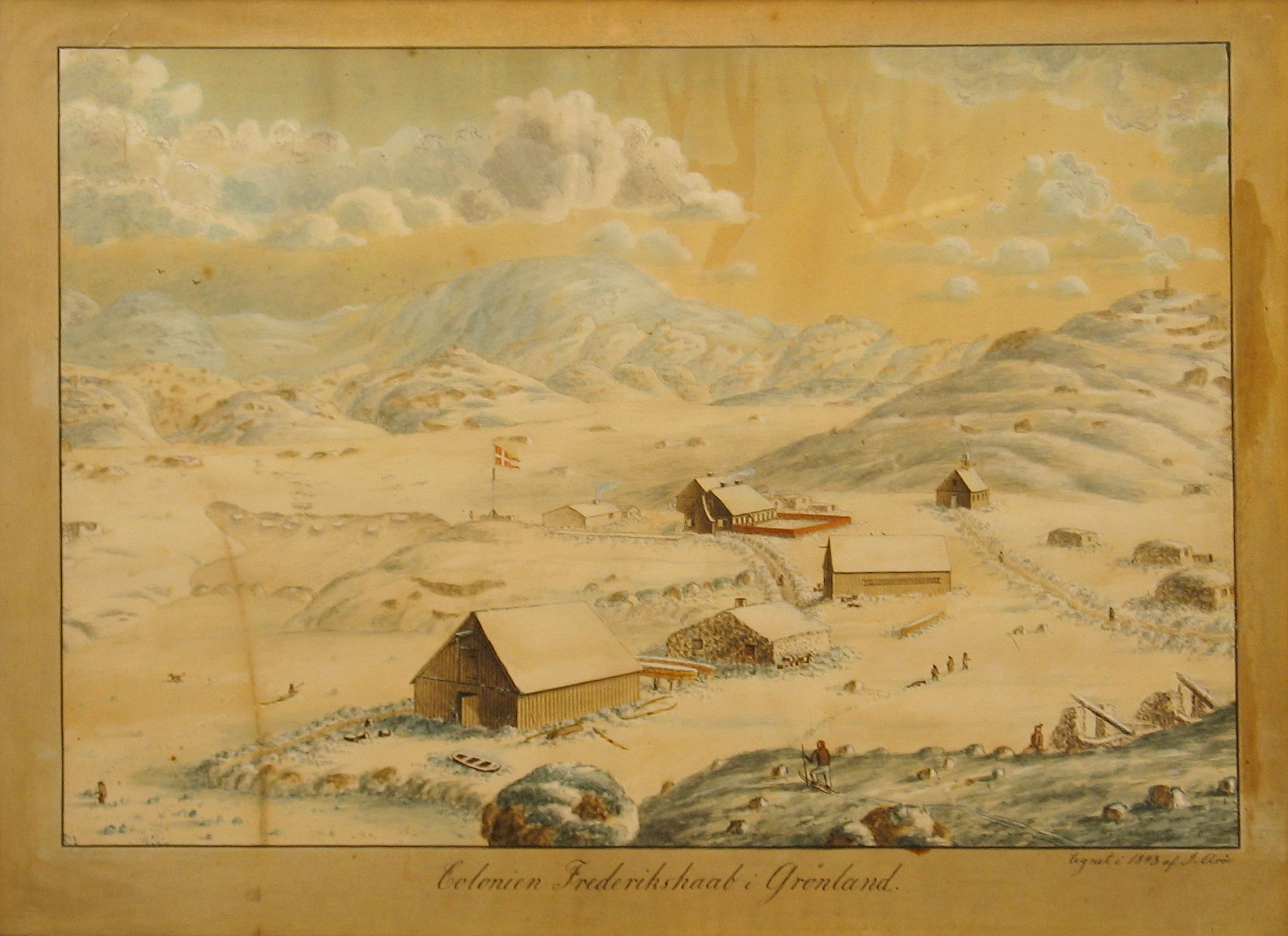
Paamiut auf einer Zeichnung von Jacob Arøe von 1843

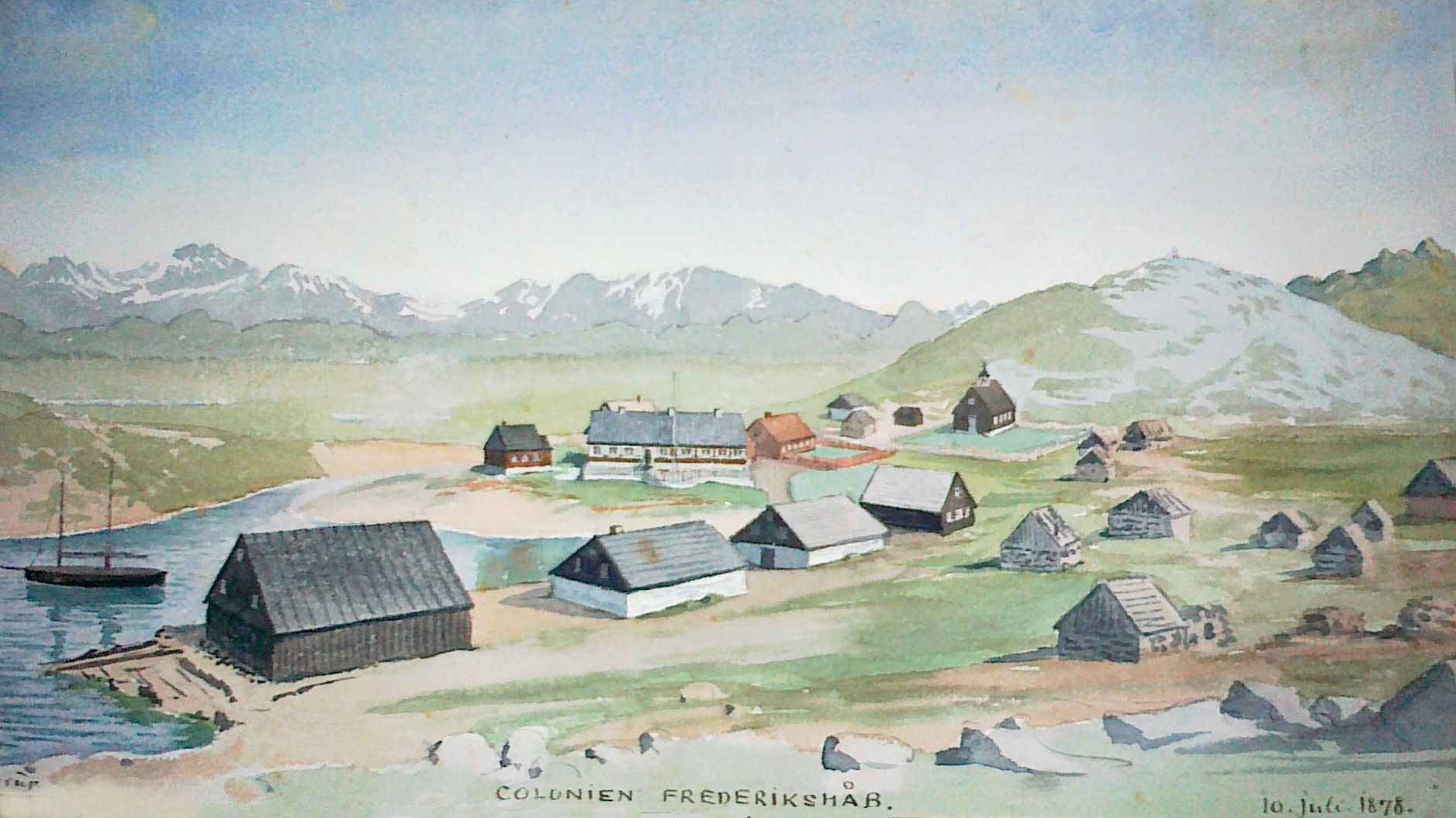
Paamiut auf einem Aquarell Andreas Kornerups von 1878

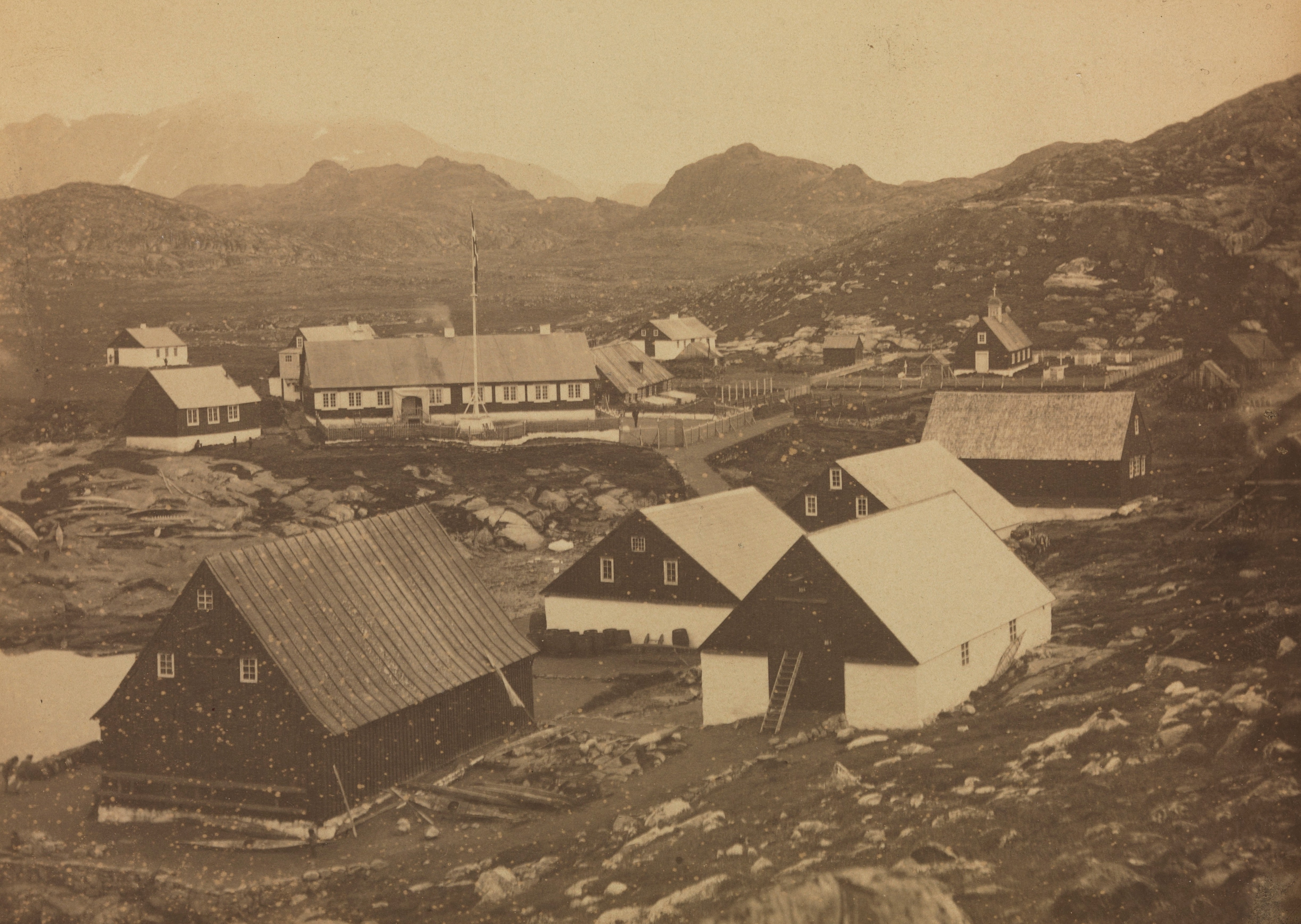
Paamiut (um 1890)

Jacob Severin gründete Paamiut im Jahr 1742, wobei er dem Ort den Namen Frederikshåb zu Ehren von König Friedrich V. von Dänemark und Norwegen gab. Das Schiff, dass die ersten Kolonisten nach Paamiut brachte, sank auf der Rückreise nach Dänemark. Auch das zweite Schiff, das Baumaterial bringen sollte, musste in Norwegen überwintern und erreichte die Kolonie erst mit Verzögerung. Erst 1746 gelang eine planmäßige Besegelung der Kolonie. 1747 musste das Schiff, das Proviant und Versorgungsmaterialien bringen sollte, wegen eines Sturms umkehren. 1748 bat Jacob Severin wegen der hohen Kosten und Risiken um die Aufgabe der Kolonie, die aber nicht durchgeführt wurde. Das erste Wohnhaus maß knapp 87 m² und hatte drei Zimmer, die vom Kaufmann und seinen Angestellten, dem Missionar und den Matrosen bewohnt wurde. Außerdem gab es ein 82 m² großes Speckhaus und ein Torfmauerhaus. Am 30. August 1772 wurde die erste Kirche eingeweiht, die sich aber noch 1774 im Bau befand, sodass sie schon 1782 wieder baufällig war. Das Wohnhaus wurde 1828 vom Kaufmann, dem Assistenten und zwei Handwerkern bewohnt. Dazu gab es zu diesem Zeitpunkt die Kirche, eine Brauerei, ein Proviant- und Materialhaus, ein Speckhaus und eine Tranbrennerei. Die Grönländer lebten in sieben grönländischen Wohnhäusern.
Im 19. Jahrhundert lebte die Kolonie vor allem von der Jagd auf Robben und Wale. Ab 1900 war der Haifang von großer Bedeutung, der der Kolonie einen wirtschaftlichen Aufschwung brachte.

### 20. Jahrhundert
Ab 1911 war Paamiut Hauptort der Gemeinde Frederikshaab, der noch die Wohnplätze Kangilineq und Iluilaarsuk angehörten. Sie war Teil des 6. Landesratswahlkreises Südgrönlands.
1918 lebten in Paamiut sieben Europäer und 201 Grönländer, die für die Verhältnisse einer Kolonie äußerst selten europäischstämmig waren. Unter der grönländischen Bevölkerung waren 29 Jäger, zwei Fischer, ein Schmied und Vorsteher, zwei Bootsführer, drei Zimmerer, drei Böttcher, ein Motormechaniker, ein Koch, ein Lehrling und eine Hebamme, die das Krankenhaus leitete. Dazu kam der dänische Kolonialverwalter, der zu dieser Zeit auch einen dänischen Udstedsverwalter zum Einsatz in einer der umliegenden Gemeinden ausbildete.
Es gab 1918 eine Wohnung für den Kolonialverwalter, die auch vom Pastor oder dem Assistenten bewohnt wurde, nachdem die Pastorenwohnung 1910 einem Brand zum Opfer gefallen war. Die Wohnung war ein Stockwerkgebäude mit zwei Wohnungen, sieben Zimmern und Dachbodenkammern. Die Böttcherei und Zimmererwerkstatt war ein 1900 errichtetes Fachwerkgebäude. Der Laden stammte aus dem Jahr 1866 und war wie die Bäckerei mit Brauerei von 1873 ein Steingebäude. Der Proviantladen von 1780 war das älteste Gebäude der Kolonie und ein bretterverkleidetes Fachwerkgebäude. Dazu verfügte der Handel noch über eine Trankocherei aus Stein und ein Tranhaus von 1901 aus Stein sowie ein Fässerhaus, ein Material- und Kohlehaus, ein Bootshaus, eine Schmiede, einen Stall und mehrere Proviant- und Pulverhäuser. Dazu gab es ein Krankenhaus von 1876 aus Stein, ein Torfmauerhaus von 1902, das als Gästewohnung für die Angehörigen der Patienten diente, eine Kirche von 1908 und eine Schule mit zwei Zimmern. Die grönländische Bevölkerung lebte in 25 Wohnhäusern.
Im 20. Jahrhundert wurde der Haifang von der Dorschfischerei abgelöst, die so bedeutend wurde, dass man in den 1960er Jahren plante, Paamiut zur zweitgrößten Stadt Grönlands auszubauen, in der 10.000 Menschen leben sollten. 1967 wurde die neue Fischfabrik errichtet, die zu diesem Zeitpunkt eine der größten des Nordatlantiks war. Zuvor hatte es ab 1920 eine Fischfabrik gegeben, 1959 war eine Fabrik für Lebertran errichtet worden und 1966 wurde eine private Fischfabrik eröffnet. Ab den 1980er Jahren gingen die Fischereierträge jedoch stark zurück und Paamiut fiel in eine wirtschaftliche Krise.

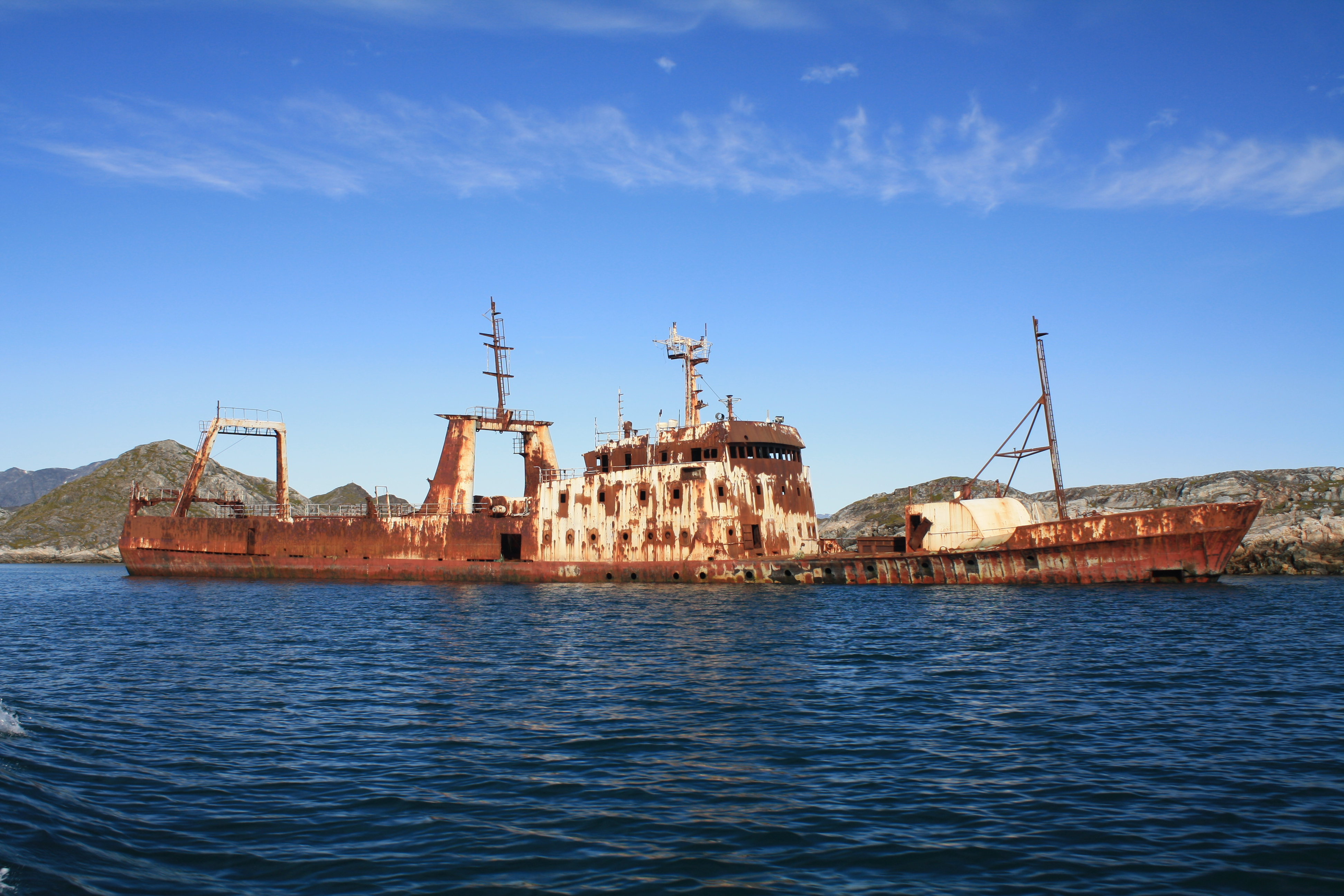
Wrack der Greenland Star (2014)

1949 wurde ein Krankenhaus mit 30 Betten sowie ein Kinderheim gebaut, wozu 1954 noch eine Zahnarztpraxis kam. Mit dem Bau eines Kraftwerks 1951 erhielt Paamiut Strom. 1953 wurde eine Bootswerft errichtet. 1957 wurde ein Schwimmbad errichtet. 1958 wurde ein Altenheim gebaut. 1960 wurde ein Fischereikai mit einer Länge von 28 m und 1962 ein großer Kai mit einer Länge von 60 m errichtet. Die Schule von 1924 wurde von 1962 bis 1966 um drei Gebäude ergänzt. 1964 wurden ein Wasserwerk und ein Heliport gebaut. 1965 wurde eine Polizeistation errichtet und 1968 eine Feuerwehrstation. Aus dem Jahr 1968 stammt zudem eine Kinderkrippe und im Jahr darauf wurde ein Kindergarten eröffnet. 1984 lief der Trawler Greenland Star einen Kilometer vor Paamiut auf Grund und liegt dort bis heute.
Von 1950 bis 2008 war Paamiut Hauptort der Gemeinde Paamiut, zu der zuletzt nur noch Arsuk gehörte. Seit 2009 ist Paamiut Teil der Kommuneqarfik Sermersooq.

## Liste der Kolonialangestellten bis 1921

### Kolonialverwalter
Bis 1921 waren folgende Kolonialverwalter für die Kolonie Frederikshaab zuständig.
- 1742–1743: Jacob van der Wida Geelmuyden
- 1743–1748: Lars Dalager
- 1748–1750: Jochum Grønbech (interim)
- 1750–1752: Lars Dalager
- 1752–1754: Carl Christopher Dalager
- 1754–1761: David Emanuel Christian Wulf
- 1761–1774: Peter Rasmus Petersen
- 1774–1779: Carl Bruun
- 1779–1786: Abraham Martinus Sandholt
- 1786–1790: Hans Henrik Raun
- 1790–1794: Johan Christian Mørch
- 1795–1801: Gert Falck
- 1801–1805: Nikolaj Daniel Muus
- 1805–1811: Ananias Christian Astrup
- 1811–1815: Jørgen Monrad
- 1815–1816: Jonas Jansen Berglund (interim)
- 1816–1822: Jørgen Monrad
- 1822:–0000 Andreas Christian Hviid (interim)
- 1822–1827: Rasmus Jensen
- 1827–1828: Jens Mathias Mathiesen
- 1828–1829: Johan Anton Lund
- 1829–1830: Jens Mathias Mathiesen
- 1830–1832: Johan Peder Engholm
- 1832–1833: Jens Mathias Mathiesen
- 1833–1834: Johan Peder Engholm
- 1834–1835: Jacob Andreas Augustinus Arøe
- 1835–1838: Jørgen Nielsen Møller
- 1838–1839: Jacob Andreas Augustinus Arøe
- 1839–1840: Henning Ager
- 1840–1845: Edvard Emil Meyer
- 1845–1846: Peter Hanning Motzfeldt (interim)
- 1846–1852: Edvard Emil Meyer
- 1852–1857: Lars Jensen
- 1857–1861: Bendix Andreas Heide Tvede
- 1861–1863: Halldór Ásgrímsson
- 1863–1864: Jonathan Mathiesen
- 1864–1865: Albert Emil Blichfeldt Høyer
- 1865–1869: Halldór Ásgrímsson
- 1869–1873: Carl Emil Olfert Lytzen
- 1873–1875: Jonathan Mathiesen
- 1875–1880: Lorentz Frederik Mathiesen
- 1880–1883: Henrik Martinus Rosenstand
- 1883–1887: Rasmus Müller
- 1887–1892: Peter Jürgen Petersen
- 1892:–0000 Valdemar Møller (interim)
- 1892–1895: Andreas Peter Rye Jørgensen
- 1895–1899: Oscar Peter Cornelius Kock
- 1899–1904: John Christian Gustav Baumann
- 1904–1905: Otto Rudolph Binzer
- 1905–1906: Konrad Olsen Bugge
- 1906–1910: Otto Rudolph Binzer
- 1910–1911: Oluf Nicolaj Willemann Thron
- 1911–1912: Poul Hermann Ibsen
- 1912–1915: Carl Peter Lauritz Mathiesen
- 1915–1916: Poul Hermann Ibsen
- 1916–1917: Christian Simony (interim)
- ab 1917:00. Poul Hermann Ibsen

### Missionare und Pastoren
Folgende Missionare und Pastore waren in bis 1921 in der Kolonie tätig. Mehrere Male wurde die Kolonie anderen Kirchengemeinden unterstellt. Von 1792 bis 1794, 1796 bis 1797, 1815 bis 1820, 1825 bis 1841, 1863 bis 1864 und 1868 bis 1869 war der Missionar der Kolonie Godthaab zuständig, von 1820 bis 1825, 1850 bis 1851, 1879 bis 1884 und 1887 bis 1892 der Missionar der Kolonie Julianehaab. Von 1795 bis 1796, 1812 bis 1815 und 1914 bis 1915 gab es keinen Missionar bzw. Pastor in der Kolonie Frederikshaab.
- 1742–1746: Arnoldus von Westen Sylow
- 1746–1754: Ambrosius Petersen Buch
- 1754–1759: Nicolai Nielsen Rasch
- 1759–1761: Jochum Grønbech (Katechet)
- 1761–1768: Jørgen Meyer Myhlenphort
- 1768–1773: Otto Fabricius
- 1773–1775: Jørgen Meyer Myhlenphort
- 1775–1784: Christian Transe
- 1784–1792: William Alexander Meyer
- 1794–1795: Niels Giævertsen Titchen
- 1797–1806: Andreas Rosenvold
- 1806–1812: Johan Jessen
- 1841–1842: Johan Georg Rasmus Nielsen
- 1851–1855: Ludvig Andreas Mossin
- 1855–1863: Frederik Theodor Barfoed
- 1864–1868: Johannes Emil Wiberg
- 1869–1874: Lauritz Theodor Ostenfeldt
- 1874–1879: Peter Christian Jensen
- 1884–1887: Edvard Ægidius Lützen
- 1892–1897: Mads Rasmussen
- 1897–1904: Jens Christian Jensen Langer
- 1904–1914: Knud Otto Georg Wassmann
- ab 1915:00. Karl Johan Pavia Chemnitz

## Wirtschaft
Trotz des Rückgangs an Dorschen in den 1980er Jahren, liegt in Paamiut eine von Grönlands größten Fischfabriken, in der heute vor allem Garnelen und Krabben verarbeitet werden. Der größte Teil der Bevölkerung arbeitet jedoch in der Verwaltung.

## Infrastruktur und Versorgung
Paamiut hat einen von Royal Greenland betriebenen Schiffshafen sowie einen kleineren Freizeithafen. Heutzutage ist das Meer ganzjährig eisfrei und befahrbar. Über den 2007 eröffneten Flughafen Paamiut, der zwei Kilometer nördlich der Stadt liegt, ist sie per Luft an die Flughäfen Nuuk und Narsarsuaq angebunden. Paamiut hat ein ausgebautes Straßennetz.
Nukissiorfiit gewährleistet in Paamiut die Strom-, Wasser- und Wärmeversorgung. Müll wird auf der Müllhalde im Süden der Stadt deponiert, während Abwässer ins Meer geleitet werden. Die Einwohner von Paamiut werden durch eine Brugseni- und eine Pilersuisoq-Filiale mit Gütern versorgt.

## Bebauung

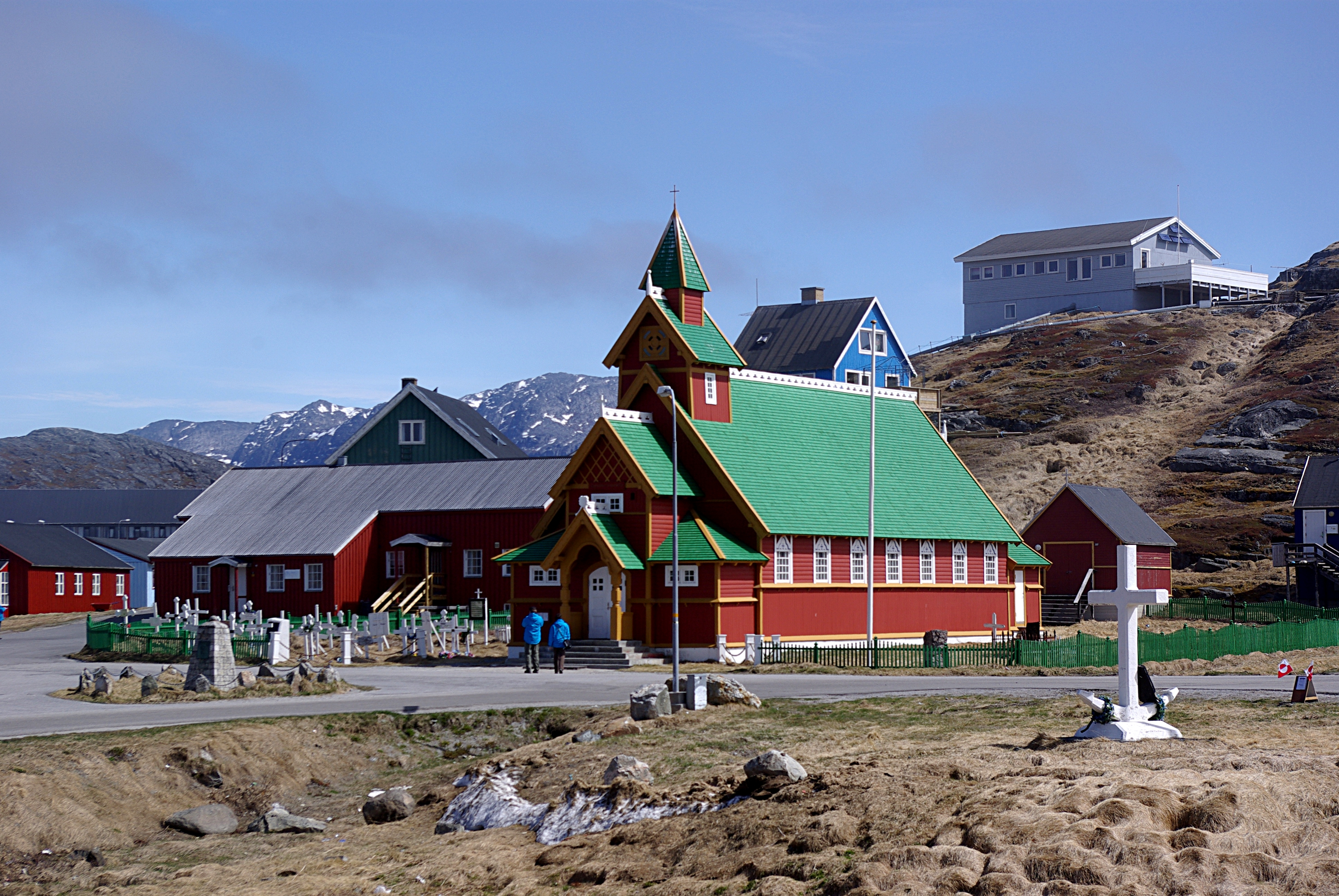
Die Kirche von Paamiut

Die Schule in Paamiut ist die Atuarfik Tuiisaq, die 1926 errichtet und zuletzt 1969 ausgebaut wurde. Paamiut ist zudem seit 1996 Sitz der grönländischen Seefahrtsschule Imarsiornermik Ilinniarfik. In der Stadt gibt es zudem eine Kinderkrippe, zwei Kindergärten und ein Altenheim, sowie ein Versammlungsgebäude, ein Dorfbüro, eine Polizeistation, ein Krankenhaus, eine Sporthalle, das Paamiut-Museum, ein Hotel und die Kirche von 1909, die an den norwegischen Baustil der Stabkirchen angelehnt ist.

## Sport
1945 wurde in Paamiut der Fußballverein Nagtoralik Paamiut gegründet, der sich mehrfach für die Schlussrunde der Grönländischen Fußballmeisterschaft qualifizieren konnte und 1976 Vizemeister wurde. 1970 nahm zudem der im Vorjahr gegründete Verein S-69 Paamiut an der Meisterschaft teil.

## Söhne und Töchter
- Lorentz Frederik Mathiesen (1832–1920), dänischer Kaufmann und Inspektor von Grönland
- Signe Rink (1836–1909), grönländisch-dänische Schriftstellerin und Ethnografin
- Jakob Hegelund (1871–?), Landesrat
- Pavia Petersen (1876–?), Landesrat
- Jonathan Petersen (1881–1961), Komponist, Liedermacher, Dichter, Schriftsteller, Sprachwissenschaftler, Organist und Hochschullehrer
- Sofus Nyekjær (1891–?), Landesrat
- Anthon Petersen (1907–1984), Fischer und Landesrat
- Gunnar P. Rosendahl (1919–1996), Ingenieur und Manager
- Knud Hertling (1925–2010), grönländisch-dänischer Politiker (Siumut) und Schriftsteller
- Isboseth Petersen (1929–?), Landesrat
- Ole Berglund (1937–2014), Lehrer und Politiker
- Lars Sørensen (* 1959), Politiker (Inuit Ataqatigiit)
- Enok Poulsen (* 1960), Musiker und Maler
- Miki Jacobsen (* 1965), Künstler
- Kim Kielsen (* 1966), Politiker (Siumut) und Premierminister

## Bevölkerungsentwicklung
Paamiuts Einwohnerzahl sinkt seit Mitte der 1980er Jahre mit dem Rückgang der Dorschvorkommen stetig. In absoluten Zahlen hat kein Ort in Grönland seither so viele Einwohner verloren wie Paamiut: Insgesamt über 1000 Personen haben Paamiut seither verlassen, mehr als doppelt so viele wie die am zweitstärksten betroffenen Städte Qasigiannguit, Narsaq und Maniitsoq.